# Saarländischer Chorverband
Der Saarländische Chorverband (SCV) ist der Chorverband des Saarlandes und Dachorganisation von etwa 400 Chören mit etwa 10.000 Sängern. Er ist Mitglied des Deutschen Chorverbandes und hat seinen Sitz in Saarbrücken.
Zu den Aufgaben gehören die Pflege und Förderung des Chorgesangs an der Saar. Es werden Wettbewerbe, Festivals und Konzerte ausgetragen und Chorleiter, Vizechorleiter und Chorleiterassistenten ausgebildet. Eine besondere Förderung soll Kindern und Jugendlichen zukommen, beispielsweise beim Landesjugendchor Saar.

## Geschichte
1862 schlossen sich neun Gesangvereine im Raum Saarbrücken zum Saar-Sängerbund zusammen. Dieser bestand nur kurzzeitig. 1912 schlossen sich 23 Vereine zum Ausschuss der Gesangvereine von Saarbrücken und Umgebung zusammen. 1920 wurde Sängerverband des Saarlandes als neuer Name gewählt, 1922 wurde daraus der Saar-Sänger-Bund mit 145 Mitgliedsvereinen. Im Zweiten Weltkrieg ruhten die Aktivitäten.
1953 wurde der Saar-Sängerbund mit 228 Mitgliedsvereinen neugegründet. 2005 wurde der neue Name Saarländischer Chorverband eingeführt.